# Publi Corneli Rútil Cos
Publi Corneli Rútil Cos (llatí: Publius Cornelius Rutilus M. f. L. n. Cos) va ser un polític i militar romà del segle v aC. Formava part de la família Cos, una branca patrícia de l'antiga gens Cornèlia. Era germà d'Aule Corneli Cos, que va ser cònsol l'any 428 aC i de Servi Corneli Cos.
Va ser nomenat dictador romà l'any 408 aC pel tribú amb potestat consular Gai Servili Estructe Ahala, a qui va nomenar magister equitum. Va dirigir la guerra contra els volscs als quals va derrotar prop d'Antium i va devastar el territori. Va prendre per assalt una fortalesa propera al llac Fucinus on va fer tres mil presoners. Després va tornar a Roma on va dimitir del seu càrrec. L'any 406 aC el senat el va nomenar tribú amb potestat consolar. El senat volia declarar un altre cop la guerra als volscs, però es va trobar amb l'oposició dels tribuns de la plebs. Mentre a Roma es discutia, Rútil Cos, amb els seus dos col·legues, Numeri Fabi Ambust i Luci Valeri Potit van sortir en direcció a territori Volsc. Rutil Cos va devastar la regió a la vora de la ciutat d'Ecetra.